# Brownsburg (Indiana)
Brownsburg es un pueblo ubicado en el condado de Hendricks en el estado estadounidense de Indiana. En el Censo de 2010 tenía una población de 21285 habitantes y una densidad poblacional de 736,92 personas por km².

## Geografía
Brownsburg se encuentra ubicado en las coordenadas 39°50′23″N 86°23′34″O / 39.83972, -86.39278. Según la Oficina del Censo de los Estados Unidos, Brownsburg tiene una superficie total de 28.88 km², de la cual 28.69 km² corresponden a tierra firme y (0.68%) 0.2 km² es agua.

## Demografía
Según el censo de 2010, había 21285 personas residiendo en Brownsburg. La densidad de población era de 736,92 hab./km². De los 21285 habitantes, Brownsburg estaba compuesto por el 93.37% blancos, el 2.17% eran afroamericanos, el 0.15% eran amerindios, el 1.58% eran asiáticos, el 0.06% eran isleños del Pacífico, el 1.23% eran de otras razas y el 1.45% pertenecían a dos o más razas. Del total de la población el 2.98% eran hispanos o latinos de cualquier raza.